# Медаль Джона Ньюбері
Медаль Джона Ньюбері (англ. John Newbery Medal) — американська щорічна літературна премія, яка присуджується авторові за видатний внесок в американську літературу для дітей. Вручається з 1922 року.
Книжка-претендент на нагороду має бути опублікована англійською мовою минулого року в США, бути орієнтованою на дитячого читача та повинна сприяти розвиткові літератури. Її автор має бути громадянином або постійним жителем Сполучених Штатів.
Медаль Джона Ньюбері присуджується Асоціацією бібліотечного обслуговування дітей (англ. Association for Library Service to Children (ALSC)). Це найбільша у світі організація для підтримки та поліпшення бібліотечного обслуговування дітей та новатор у своїй галузі. Мережа ALSC налічує понад 4200 дитячих та юнацьких бібліотек, експертів з дитячої літератури, видавців, бібліотекарів, шкільних викладачів тощо. У межах організації діють понад 60 різних комітетів.
Більше одного разу Медаль Ньюбері отримували лише 5 авторів: Е.Л. Кенігсберг, Джозеф Крамголд, Лоїс Лоурі, Кетрін Патерсон та Елізабет Спір.

## Започаткування нагороди
Ввести нагороду запропонував Американській бібліотечній асоціації (American Library Association, (ALA)) Фредерік Г. Мелчер (англ. Frederic G. Melcher) на зібранні 22 червня 1921 року. Рішення остаточно ухвалила Виконавча рада ALA 1922 року. Медаль назвали на честь англійського книговидавця XVIII століття Джона Ньюбері, який написав першу книжку для дітей під назвою «Маленька гарненька кишенькова книжечка» (1744).
Офіційну мету нагороди сформулювали так: «Заохочувати оригінальні творчі роботи у сфері книжок для дітей. Звернути особливу увагу громадськості, що внесок у літературу для дітей заслуговує такого ж визнання, як і поезія, п'єси чи романи. Надати тим бібліотекарям, які присвятили професійні зусилля служінню юним читачам, можливість заохочувати хороших авторів у цій сфері».

### Медаль
Дизайн бронзової медалі розробив американський скульптор Рене Поль Шамбеллан (фр. René Paul Chambellan) 1921 року. На ній зображений письменник, який вручає хлопчикові й дівчинці книжку. На зворотному боці медалі, згідно із задумом дизайнера, пишеться ім'я переможця та дата.
Медалі Ньюбері — перша дитяча літературна премія у світі. Разом з Медаллю Кальдекотта (англ. Caldecott Medal), Ньюбері вважається однією з двох найпрестижніших премій США у сфері дитячої літератури.
Окрім Медалі Ньюбері існує також відзнака Ньюбері (англ. Newbery Honor) для перспективних авторів-початківців, яка вручається з 1971 року. Відзнакою Ньюбері були також нагороджені деякі номінанти попередніх років, починаючи з 1922 року.

## Критика
У жовтні 2008 року Аніта Сілві, експерт з дитячої літератури, опублікувала статтю в журналі «Шкільна бібліотека», в якій розкритикувала комітет за те, що він обирає надто складні для дітей книжки. Люсі Калкінс з проекту «Читання і письмо» при Педагогічному коледжі Колумбійського університету погодилася з Сілві: «Я не можу не вірити, що тисячі, навіть мільйони, дітей виросли б читаючими, якби комітет Ньюбері ставив собі за мету висвітлювати книги, які є глибокими, красивими і непереборними для дітей». Тодішній президент ALSC Пет Скейлз відповів: «Критерієм ніколи не була популярність. Йдеться про літературну якість. Скільки дорослих людей прочитали всі книги, які отримали Пулітцерівську премію, і… кожна з них їм сподобалася?». Джон Біч, доцент кафедри навчання грамотності в Університеті Святого Іоанна в Нью-Йорку, порівняв книги, які дорослі обирають для дітей, з книгами, які діти обирають для себе, і виявив, що за 30 років до 2008 року було лише п'ять відсотків збігу між премією «Вибір дітей» (Міжнародна асоціація читання) і списком «Видатних дитячих книг» (Американська бібліотечна асоціація). Він також заявив, що «Ньюбері, ймовірно, зробив набагато більше для того, щоб відвернути дітей від читання, ніж будь-яка інша книжкова премія в галузі дитячого книговидання».

## Лауреати
| Рік  | Автор                                         | Назва книжки                                               |
| ---- | --------------------------------------------- | ---------------------------------------------------------- |
| 1922 | Hendrik Willem van Loon                       | The Story of Mankind                                       |
| 1923 | Г'ю Лофтінг                                   | Подорожі доктора Дуліттла / The Voyages of Doctor Dolittle |
| 1924 | Charles Hawes                                 | The Dark Frigate                                           |
| 1925 | Charles Finger                                | Tales from Silver Lands                                    |
| 1926 | Arthur Bowie Chrisman                         | Shen of the Sea                                            |
| 1927 | Will James                                    | Smoky the Cow Horse                                        |
| 1928 | Dhan Gopal Mukerji                            | Gay Neck, the Story of a Pigeon                            |
| 1929 | Eric P. Kelly                                 | The Trumpeter of Krakow                                    |
| 1930 | Rachel Field                                  | Hitty, Her First Hundred Years                             |
| 1931 | Elizabeth Coatsworth                          | The Cat Who Went to Heaven                                 |
| 1932 | Laura Adams Armer                             | Waterless Mountain                                         |
| 1933 | Elizabeth Foreman Lewis                       | Young Fu of the Upper Yangtze                              |
| 1934 | Cornelia Meigs                                | Invincible Louisa                                          |
| 1935 | Monica Shannon                                | Dobry                                                      |
| 1936 | Carol Ryrie Brink                             | Caddie Woodlawn                                            |
| 1937 | Ruth Sawyer                                   | Roller Skates                                              |
| 1938 | Kate Seredy                                   | The White Stag                                             |
| 1939 | Elizabeth Enright                             | Thimble Summer                                             |
| 1940 | James Daugherty                               | Daniel Boone                                               |
| 1941 | Armstrong Sperry                              | Call It Courage                                            |
| 1942 | Walter D. Edmonds                             | The Matchlock Gun                                          |
| 1943 | Elizabeth Gray Vining                         | Adam of the Road                                           |
| 1944 | Esther Forbes                                 | Johnny Tremain                                             |
| 1945 | Robert Lawson                                 | Rabbit Hill                                                |
| 1946 | Lois Lenski                                   | Strawberry Girl                                            |
| 1947 | Carolyn Sherwin Bailey                        | Miss Hickory                                               |
| 1948 | William Pène du Bois                          | The Twenty-One Balloons                                    |
| 1949 | Marguerite Henry                              | King of the Wind                                           |
| 1950 | Marguerite de Angeli                          | The Door in the Wall                                       |
| 1951 | Elizabeth Yates                               | Amos Fortune, Free Man                                     |
| 1952 | Eleanor Estes                                 | Ginger Pye                                                 |
| 1953 | Ann Nolan Clark                               | Secret of the Andes                                        |
| 1954 | Joseph Krumgold                               | And Now Miguel                                             |
| 1955 | Meindert DeJong                               | The Wheel on the School                                    |
| 1956 | Jean Lee Latham                               | Carry On, Mr. Bowditch                                     |
| 1957 | Virginia Sorensen                             | Miracles on Maple Hill                                     |
| 1958 | Harold Keith                                  | Rifles for Watie                                           |
| 1959 | Elizabeth George Speare                       | The Witch of Blackbird Pond                                |
| 1960 | Joseph Krumgold                               | Onion John                                                 |
| 1961 | Scott O'Dell                                  | Island of the Blue Dolphins                                |
| 1962 | Елізабет Спір (англ. Elizabeth George Speare) | The Bronze Bow                                             |
| 1963 | Madeleine L'Engle                             | A Wrinkle in Time                                          |
| 1964 | Emily Cheney Neville                          | It's Like This, Cat                                        |
| 1965 | Maia Wojciechowska                            | Shadow of a Bull                                           |
| 1966 | Elizabeth Borton de Treviño                   | I, Juan de Pareja                                          |
| 1967 | Irene Hunt                                    | Up a Road Slowly                                           |
| 1968 | E. L. Konigsburg                              | From the Mixed-Up Files of Mrs. Basil E. Frankweiler       |
| 1969 | Ллойд Александер                              | Верховний король / The High King                           |
| 1970 | William H. Armstrong                          | Sounder                                                    |
| 1971 | Betsy Byars                                   | Summer of the Swans                                        |
| 1972 | Robert C. O'Brien                             | Mrs. Frisby and the Rats of NIMH                           |
| 1973 | Jean Craighead George                         | Julie of the Wolves                                        |
| 1974 | Paula Fox                                     | The Slave Dancer                                           |
| 1975 | Virginia Hamilton                             | M. C. Higgins, the Great                                   |
| 1976 | Susan Cooper                                  | The Grey King                                              |
| 1977 | Mildred Taylor                                | Roll of Thunder, Hear My Cry                               |
| 1978 | Кетрін Патерсон (англ. Katherine Paterson)    | Bridge to Terabithia                                       |
| 1979 | Ellen Raskin                                  | The Westing Game                                           |
| 1980 | Joan Blos                                     | A Gathering of Days: A New England Girl's Journal          |
| 1981 | Кетрін Патерсон (англ. Katherine Paterson)    | Jacob Have I Loved                                         |
| 1982 | Nancy Willard                                 | A Visit to William Blake's Inn                             |
| 1983 | Cynthia Voigt                                 | Dicey's Song                                               |
| 1984 | Beverly Cleary                                | Dear Mr. Henshaw                                           |
| 1985 | Robin McKinley                                | The Hero and the Crown                                     |
| 1986 | Patricia MacLachlan                           | Sarah, Plain and Tall                                      |
| 1987 | Сід Флейшман, англ. Sid Fleischman            | The Whipping Boy                                           |
| 1988 | Russell Freedman                              | Lincoln: A Photobiography                                  |
| 1989 | Paul Fleischman                               | Joyful Noise: Poems for Two Voices                         |
| 1990 | Lois Lowry                                    | Number the Stars                                           |
| 1991 | Джеррі Спінеллі (англ. Jerry Spinelli)        | Maniac Magee                                               |
| 1992 | Phyllis Reynolds Naylor                       | Shiloh                                                     |
| 1993 | Cynthia Rylant                                | Missing May                                                |
| 1994 | Лоїс Лоурі                                    | Хранитель                                                  |
| 1995 | Sharon Creech                                 | Walk Two Moons                                             |
| 1996 | Karen Cushman                                 | The Midwife's Apprentice                                   |
| 1997 | E. L. Konigsburg                              | The View from Saturday                                     |
| 1998 | Karen Hesse                                   | Out of the Dust                                            |
| 1999 | Louis Sachar                                  | Holes                                                      |
| 2000 | Christopher Paul Curtis                       | Bud, Not Buddy                                             |
| 2001 | Richard Peck                                  | A Year Down Yonder                                         |
| 2002 | Linda Sue Park                                | A Single Shard                                             |
| 2002 | Polly Horvath                                 | Everything on a Waffle                                     |
| 2003 | Avi                                           | Crispin: The Cross of Lead                                 |
| 2004 | Кейт ДіКамілло (англ. Kate DiCamillo)         | «Пригоди мишеняти Десперо» (англ. The Tale of Despereaux)  |
| 2005 | Cynthia Kadohata                              | Kira-Kira                                                  |
| 2006 | Lynne Rae Perkins                             | Criss Cross                                                |
| 2007 | Susan Patron                                  | The Higher Power of Lucky                                  |
| 2008 | Laura Amy Schlitz                             | Good Masters! Sweet Ladies! Voices from a Medieval Village |
| 2009 | Ніл Гейман                                    | Книга кладовища (англ. The Graveyard Book)                 |
| 2010 | Rebecca Stead                                 | When You Reach Me                                          |
| 2011 | Clare Vanderpool                              | Moon over Manifest                                         |